# OS Andromedae
OS Andromedae eller Nova Andromedae 1986 var en snabb nova i stjärnbildenAndromeda.
Novan upptäcktes den 5 december 1986 av den japanske astronomen Mitsuri Suzuki.  Den nådde magnitud +6,3 och avklingade sedan snabbt.   Den är nu en stjärna av 18:e magnituden.